# أفراح إبليس (مسلسل)
مسلسل مصري من تمثيل جمال سليمان وعبلة كامل وريهام عبد الغفور. تدور أحداث المسلسل حول رجل أعمال من الصعيد وتربطه علاقة قوية بأحد الشخصيات المهمة في القاهرة فتوجد بينهم مصالح مشتركة ولوجود هذه المصالح يحصل رجل الأعمال على دعم قوي مما يسهل عمل مصنح حديد وصلب ثم يصبح هو المسؤل الوحيد عن الحديد.